# Le Breuil (Saône-et-Loire)
Le Breuil település Franciaországban, Saône-et-Loire megyében. Lakosainak száma 3508 fő (2022. január 1.). Le Breuil Saint-Firmin, Le Creusot, Écuisses, Essertenne, Saint-Julien-sur-Dheune, Saint-Pierre-de-Varennes és Torcy községekkel határos.

## Népesség
A település népességének változása:
| Lakosok száma | 3580 | 3570 | 3705 | 3573 | 3556 | 3538 | 3535 | 3522 | 3508 |
|               | 2013 | 2015 | 2016 | 2017 | 2018 | 2019 | 2020 | 2021 | 2022 |